# Unfamiliar Faces
Unfamiliar Faces è il secondo album in studio del cantautore statunitense Matt Costa, pubblicato nel 2008.

## Tracce
1. Mr. Pitiful - 2:56
2. Lilacs - 4:15
3. Never Looking Back - 4:04
4. Emergency Call - 4:59
5. Vienna - 4:04
6. Unfamiliar Faces - 4:06
7. Cigarette Eyes - 3:18
8. Downfall - 2:47
9. Trying to Lose My Mind - 3:52
10. Bound - 5:09
11. Heart of Stone - 3:54
12. Miss Magnolia - 3:19

Traccia Bonus
1. Lovin' (feat. Ane Brun) - 1:52